# Leo Nachtlicht
Leo Nachtlicht (ur. 12 sierpnia 1872 w Bielsku, zm. 22 września 1942 w Berlinie) – niemiecki architekt żydowskiego pochodzenia związany z Berlinem.

## Życiorys
Ukończył studia architektoniczne na Politechnice w Charlottenburgu i Karlsruher Institut für Technologie, po czym pracował w kancelarii Brunona Möhringa. W 1904 założył w Berlinie własne biuro architektoniczne skupiające się na projektowaniu wnętrz, a w budownictwie – przede wszystkim sklepów i domów towarowych, później również willi i dworków. Brał udział w licznych wystawach architektonicznych i sztuki użytkowej.
W 1913 Nachtlicht został wykładowcą w prywatnej Wyższej Szkole Sztuki Zdobniczej (tzw. Szkoła Reimanna) w Berlinie–Schönebergu. Jednocześnie od 1910 należał do Niemieckiego Związku Twórczego (Werkbundu). Był też członkiem Stowarzyszenia Artystów i Inżynierów Berlińskich oraz Stowarzyszenia Architektów Niemieckich (BDA). W latach 1928–1930 w biurze Nachtlichta pracował Hermann Henselmann.
W 1938 bezskutecznie ubiegał się o pozwolenie wyjazdu do Londynu, emigrować udało się natomiast w kwietniu 1939 dwóm jego córkom – Ursuli (1909-1999) i Ilse (ur. 1912).

## Projekty (lista niepełna)
- 1904: pokój gościnny na wystawie światowej w Saint Louis;
- 1910: pokoje w domu wystawienniczym Keller und Reiner w Berlinie, Potsdamer Straße 118b (z Césarem Kleinem);
- 1910: willa Hugo Cortsa (obecnie budynek szkolny) we Berlinie–Frohnau, Sigismundkorso 82;
- 1910: Villa Müller w Berlinie–Zehlendorfie;
- 1913: Villa Tiede w Braniborzu nad Hawelą, Grillendamm 2;
- 1920-1923: pokoje na Wielkiej Berlińskiej Wystawie Sztuki;
- przed 1925: Haus Schwalbe w Berlinie–Grunewaldzie;
- przed 1925: Haus Dr. Nast w Burg Stargard;
- przed 1925: Haus Brandenstein w Halle;
- 1925: projekt głównego terminalu lotniska Tempelhof (niezrealizowany);
- przed 1928: Haus GB w Berlinie–Dahlem;
- 1926: projekt rozwoju przestrzennego w Berlinie–Charlottenburgu (niezrealizowany; wraz z architektem krajobrazu H. Pohlenzem);
- 1927: Salon Sztuki Secesji Berlińskiej w Berlinie–Tiergarten, Tiergartenstraße 21a;
- 1928-29: Pałac Gourmenia w Berlinie–Charlottenburgu, Hardenbergstraße 29 (wraz z Georgiem Pniowerem; zniszczony w czasie wojny);
- 1929: projekt Wieżowca Światła na wystawę Berlin Reklameschau 1929;
- 1929: dom Juliusa Perlisa w Poczdamie–Sacrow;
- 1930: projekt synagogi w Berlinie (niezrealizowany);
- 1931: dom Waltera Loebe w Berlinie–Waidmannslust, Bondickstraße 78;
- 1931: modernizacja i rozbudowa gmachu Szkoły Reimanna w Berlinie–Schönebergu, Landshuter Straße 38.